# Why (musikgrupp)
Why var en musikgrupp från Söderhamn som existerade under åren 1965-69.

Why, vars namn tillkom genom inspiration av det brittiska bandet The Who, blev 1967 en av de tio finalisterna bland 376 deltagare i den riksomfattande popbandstävlingen "Zingotoppen" vilken arrangerades av bryggeriet Apotekarnes, ingående i Pripps bryggerier. Dessa tio band fick spela in samlings-LP:n "Zingotoppen", vilken utgavs samma år och på vilken Claes Dieden medverkade som presentatör. Whys bidrag var låten Ballad of a Young Pining Man, skriven av bandmedlemmen Kay Söderström. 
Why blev mycket uppmärksammat och gjorde resor till spelningar i Stockholm nästan varje vecka. År 1969 fick de genom musikproducenten Anders Henrikssons försorg spela in en egen singel, men då denna gavs ut var bandet redan upplöst. Medlemmar var Tommy Söderström (sång), Kay Söderström (gitarr, orgel, sång), Christer Jansson (gitarr, sång), Sven-Åke Eriksson (bas) och Hempo Hildén (trummor). I början medverkade även Kenth Burvall (gitarr och sång) från söderhamnsbandet "Black Stones", men han lämnade bandet innan skivinspelningarna. Flera av medlemmarna i Why kom senare att ingå i jazzrockgruppen Splash från Söderhamn. I december 2009 återförenades Why tillfälligt för en spelning i Söderhamn.

## Diskografi
- "Zingotoppen" (samlings-LP, 1967, Record-Materiel RM 2511)
- "Lily of the Valley/Greedy Girl" (singel, 1969, Odeon SD 6067)